# Oxyna albofasciata
Oxyna albofasciata är en tvåvingeart som beskrevs av Chen 1938. Oxyna albofasciata ingår i släktet Oxyna och familjen borrflugor. Inga underarter finns listade i Catalogue of Life.